# Korita (Ćićarija)
Izvorište Korita nalazi se na 45 minuta hoda od sela Brgudca. Do njega se dolazi stazom koja vodi kroz gustu šumu graba i hrasta, s ponekom smrekom te brojnim vrstama zaštićenih biljaka i životinja.
Smješten na livadi pod liticom Brajkove stijene, ovaj izvor pitke vode prelijeva se u deset masivnih drvenih korita u čijem je podnožju poveća lokva bogata biljnim i životinjskim životom. Ova je konstrukcija imala važnu funkciju u zahvatu vode za ljudsku upotrebu i napajanje blaga, zbog čega je ovo mjesto imalo iznimnu važnost za život lokalnog stanovništva. Uz izvor je uređeno odmorište s kojega se pruža prekrasan pogled na planinski masiv Učke. Postavljene su i poučne table koje govore o kulturnom i prirodnom značaju ovog mjesta.
Korita su jedna od kontrolnih točaka na Istarskom planinarskom putu koji započinje na vrhu Učke a završava na Slavniku iznad Kopra. Taj su put planinari trasirali 1976. godine.